# Roel Reiné
Roel Reiné (Eindhoven, 19 de junio de 1970) es un director de cine neerlandés, con residencia en Los Ángeles.

## Carrera

### Death Race 2
El cineasta holandés se convirtió en director de la película Death Race: Frankenstein Lives (también llamada Death Race 2), una secuela oficial del film de Paul W. S. Anderson Death Race. En enero de 2010, el actor Luke Goss fue elegido para representar al personaje Frankenstein, mientras que la modelo sudafricana Tanit Phoenix fue elegida para interpretar a la personaje Elizabeth Jane Case.

### Wolf Town
Roel Reiné fue el productor de la película de terror india Wolf Town, dirigida por Paul Hart-Wilden y protagonizada por Levi Fiehler, Max Adler, Josh Kelly y Alicia Ziegler.